# Ro48-8684
Il Ro48-8684 è uno psicofarmaco appartenente alla categoria delle imidazobenzodiazepine solubile in acqua sviluppato da Hoffmann-La Roche negli anni '90, che è stato progettato insieme a Ro48-6791 come sostituto migliorato del midazolam, ma alla fine ha dimostrato di avere pochi vantaggi rispetto al farmaco originario e non è stato introdotto nella pratica clinica.